# Гнатковичі
Гнатковичі (пол. Hnatkowice) — село на Закерзонні в Польщі, у гміні Орли Перемишльського повіту Підкарпатського воєводства. Населення — 416 осіб (2011).

## Назва
У 1977—1981 роках під час кампанії з ліквідації українських назв серед 120 сіл були перейменовані й Гнатковичі на Іґнацув (пол. Ignaców).

## Розташування
Село розташоване за 10 км на північ від Перемишля та 59 км на схід від Ряшева. Через село тече річка Рада — ліва притока Сяну.

## Історія
Виникли як боярське дворище давньоруські часи. Перша згадка про Гнатковичі є у грамоті Оти Пілецького від 1353 року.
До 1772 року село входило до Перемишльської землі Руського воєводства.
У 1869 році село належало до Перемишльського повіту Королівства Галичини та Володимирії Австро-Угорської імперії, у селі було 54 будинки та 334 мешканці, а на землях фільварку 2 будинки та 39 мешканців. У 1881 році за даними шематизмів 325 були греко-католиками, 81 — римо-католиками.
24 травня 1915 року 11-та армія генерала Макензена звільнила село від 8-ї армії генерала Брусилова, після чого на території села залишились поховання австрійських вояків.
У 1934—1939 роках село належало до ґміни Оріхівці Перемишльського повіту Львівського воєводства. У 1939 році в селі проживало 650 осіб, з них 590 українців-грекокатоликів, 20 українців-римокатоликів, 30 поляків та 10 євреїв.
У липні 1944 року радянські війська захопили село і незабаром оголосили про передачу території Польщі, українські родини у 1945 році добровільно-примусово виселяли до СРСР. Решту українців у 1947 році під етнічну чистку під час проведення Операції «Вісла» було виселено на понімецькі землі у західній та північній частині польської держави.
У 1975—1998 роках село належало до Перемишльського воєводства.

## Демографія
Демографічна структура станом на 31 березня 2011 року:
|          | Загалом | Допрацездатний вік | Працездатний вік | Постпрацездатний вік |
| -------- | ------- | ------------------ | ---------------- | -------------------- |
| Чоловіки | 215     | 51                 | 142              | 22                   |
| Жінки    | 201     | 36                 | 121              | 44                   |
| Разом    | 416     | 87                 | 263              | 66                   |

## Церква
У 1919 році замість зруйнованої під час війни українці збудували дерев'яну греко-католицьку церкву св. Димитрія, яка мала статус філіяльної, належавши до парафії Дрогоїв Перемиського деканату (після першої світової війни — Радимнянського деканату) Перемишльської єпархії. Знищена у 1946 році.

## Люди
В селі народилися:
- Балух Юліан Йосипович (нар. 1940) — український дириґент, доцент кафедри оркестрового дириґування Львівської консерваторії.
- Кудлак Іван Васильович (1913—1983) — український  майстер різьблення на дереві.